# L'uomo di mondo
L'uomo di mondo (L'homme du monde), est une comédie en trois actes en prose de Carlo Goldoni de 1738.
C'est la première comédie reconnue du dramaturge vénitien. Représenté pour la première fois au Teatro San Samuele de Venise avec le titre de Momolo cortesan, il rencontra un grand succès et fut maintes fois répété. À l'origine, il s'agissait d'un brouillon pour un jeu impromptu, mais l'auteur lui-même a rédigé la version définitive avec toutes les parties écrites pour l'édition imprimée ultérieure.

## Trame
Momolo (diminutif de Girolamo), rejeton jovial et insouciant d'une riche famille vénitienne, est amoureux de Smeraldina, une blanchisseuse qui est courtisée par Lucindo. Momolo s'improvise cavalier servant de Béatrice, la femme de Salvio, et sauve le couple des intrigues de l'usurier Ludro. Eleonora, la fille du docteur Lombardi, est amoureuse de Momolo, et est courtisée par Ottavio ; ce dernier, jaloux, envoie deux bravaches, Beccaferro et Tagliacarne, rosser Momolo, mais ce dernier parvient à soudoyer les deux gaillards et à les convaincre de rosser Ottavio. Enfin, dégoûté par les tromperies de Smeraldina et convaincu de l'amour d'Eleonora, Momolo décide d'abandonner sa vie de plaisir et de l'épouser.

## Genèse de l'œuvre
L'uomo di mondo est un remake tardif de la comédie intitulée Momolo cortesan dans laquelle le rôle du protagoniste a été écrit en entier, tandis que le reste a été improvisé ; dans L'uomo di mondo, toutes les parties sont écrites. La trame du premier Cortesan Momolo a par contre été perdue. L'occasion du Cortesan Momolo fut l'arrivée à Venise en 1738 de deux extraordinaires acteurs de la Commedia dell'arte : Francesco Golinetti ( Pantalon) et Antonio Sacchi (Truffaldino). Le rôle du protagoniste Momolo a été écrit pour Golinetti. Le changement de titre a été justifié par Goldoni dans le but d'éviter les malentendus : le mot « cortesan » signifiait « courtois » en vénitien, et ne correspondait donc pas au mot toscan « courtisan » auquel on pouvait le faire remonter par assonance.
Le personnage de Momolo sera plus tard le protagoniste d'une autre comédie de Goldoni, Il prodigo, également connue sous le nom de Il Momolo sulla Brenta, tandis que dans deux autres il sera l'acteur de soutien (La donna di grabo et Una delle ultime sere di carnovale). Le personnage négatif de Ludro sera repris par Francesco Augusto Bon qui lui dédiera une trilogie.

## Personnages
- Momolo (it), jeune marchand vénitien
- Nane, gondolier vénitien
- Ludro, filou vénitien
- Dr Lombardi
- Eleonora, fille du médecin
- Lucindus, fils du médecin
- Silvio, étranger
- Beatrice, épouse de Silvio
- Smeraldina, lavandière
- Truffaldino, frère du portier Smeraldina
- Octavius
- Brighella, aubergiste
- Beccaferro, bon gars
- Coupeur de viande, bon gars
- Serveurs d'auberge, domestiques, un autre gondolier qui parle

## Éditions
- « L'uomo di mondo: commedia di tre atti in prosa », dans : Le commedie del dottor Carlo Goldoni avvocato veneziano fra gli Arcadi Polisseno Fegejo corrette, rivedute, ed ampliate dal medesimo in Firenze (Les comédies du Dr Carlo Goldoni, avocat vénitien parmi les Arcadiens Polisseno Fegejo, corrigé, révisé et développé par le même à Florence), dixième volume (contient également : La banca rotta, Il frappatore, Il prodigo, La pupilla), Pesaro : à l'imprimerie Gavelliana, 1757
- "L'uomo di mondo", dans : Le commedie del signor avvocato Carlo Goldoni veneziano fra gli arcadi Polisseno Fegejo, douzième volume (contient : La pupilla, L'uomo di mondo, Il prodigo, Le donne gelose), Bologne : pour Girolamo Corciolani, éd. Eredi Colli, A S. Tommaso d'Aquino, 1757
- L'uomo di mondo, commedia del signor dott. Carlo Goldon ; conformément à l'édition de Florence, où il a été corrigé, révisé et augmenté par l'auteur, A Venise : presse d'Agostino Savioli, 1771
- L'uomo di mondo : commedia di tre atti in prosa, Rome : Perino, 1892
- « L'uomo di mondo », dans : Œuvres de Carlo Goldoni ; avec annexe du théâtre comique au XVIIIe siècle par Filippo Zampieri, Milan ; Naples : Ricciardi, 1954
- « L'uomo di mondo », dans : Teatro di Carlo Goldoni ; présenté par E. Ferdinando Palmieri, contient : L'uomo di mondo ; Le putta onorata ; Il teatro comico ; Il bugiardo ; La moglie saggia ; La locandiera ; Il campiello ; Gl'innamorati ; I rusteghi ; Le baruffe chiozzotte. Turin : ERI, 1961
- « L'uomo di mondo », dans : Commedie ; édité par Kurt Ringger, vol. I (contient : L'uomo di mondo ; La donna di garbo ; Il servitore di due padroni ; I due gemelli veneziani ; La vedova scaltra ; La putta onorata ; La famiglia dell'antiquario), Turin : Einaudi, 1972
- L'uomo di mondo ; introduction et notes de Felice Del Beccaro, Milan : Bietti, 1975